# Clube de Regatas do Flamengo (volley-ball féminin)
CR Flamengo est un club brésilien de volley-ball, section du club omnisports du Clube de Regatas do Flamengo, fondé en 1895 et basé à Rio de Janeiro qui évolue pour la saison 2019-2020 en Superliga feminina.

## Palmarès
- Championnat du Brésil
  - Vainqueur : 1978, 1980, 2001[2]

## Effectifs

### Saison 2019-2020
| No                              | Nom                             | Date de naissance               | Taille                         | Poids                          | Poste                          |
| ------------------------------- | ------------------------------- | ------------------------------- | ------------------------------ | ------------------------------ | ------------------------------ |
| 1                               | Roberta Silva                   | 6 juin 1984                     | 187                            | 78                             | Centrale                       |
| 2                               | Francine Tomazoni               | 5 novembre 1991                 | 182                            | 72                             | Passeuse                       |
| 3                               | Gabriella Silva                 | 10 mars 1999                    | 169                            | 58                             | Libero                         |
| 4                               | Angélica Caboclo                | 21 mai 1991                     | 178                            | 68                             | Réceptionneuse-attaquante      |
| 7                               | Maria Luisa Oliveira            | 12 décembre 1992                | 182                            | 73                             | Attaquante                     |
| 10                              | Beatriz Carvalho                | 18 décembre 1998                | 175                            | 67                             | Réceptionneuse-attaquante      |
| 11                              | Natália Monteiro                | 1er mars 1997                   | 179                            | 66                             | Attaquante                     |
| 12                              | Fernanda Isis                   | 15 juillet 1984                 | 183                            | 72                             | Centrale                       |
| 13                              | Nandyala Santos                 | 1er octobre 1993                | 188                            | 64                             | Centrale                       |
| 14                              | Laura Machado                   | 18 avril 2000                   | 172                            | 68                             | Passeuse                       |
| 15                              | Jéssica Silva                   | 23 mars 1987                    | 191                            | 76                             | Réceptionneuse-attaquante      |
| 17                              | Stephany Silva                  | 6 novembre 1985                 | 168                            | 79                             | Libero                         |
| 20                              | Carla Santos                    | 17 janvier 1992                 | 177                            | 76                             | Réceptionneuse-attaquante      |
|                                 |                                 |                                 |                                |                                |                                |
| Encadrement technique           | Encadrement technique           |                                 | Légende                        | Légende                        | Légende                        |
| Entraîneur : Alexandre Ferrante | Entraîneur : Alexandre Ferrante | Entraîneur : Alexandre Ferrante | : Capitaine                    | : Capitaine                    | : Capitaine                    |
| Entraîneur(s) adjoint(s) :      | Entraîneur(s) adjoint(s) :      | Entraîneur(s) adjoint(s) :      | : Joueuse blessée actuellement | : Joueuse blessée actuellement | : Joueuse blessée actuellement |